# Saison 2006-2007 de l'ECHL
Saison précédente Saison suivante
La saison 2006-2007 est la dix-neuvième saison de l'ECHL au terme de laquelle les Steelheads de l'Idaho remportent la Coupe Kelly en battant en finale les Bombers de Dayton.

## Saison régulière
Les Wildcatters du Texas dont l'aréna a été endommagé par l'ouragan Rita en 2005, ce qui les avaient forcé à ne pas disputer la saison 2005-2006, reviennent dans la ligue ainsi que les Cyclones de Cincinnati qui avaient suspendu leurs activités en 2004. La ligue annonce également qu'elle révoque la franchise du Grrrowl de Greenville tandis que les Gulls de San Diego décident de se retirer.

### Classement

#### Association américaine
| Clt   | Équipe                 | PJ | V  | D  | DP | DF | BP  | BC  | Pts |
| ----- | ---------------------- | -- | -- | -- | -- | -- | --- | --- | --- |
| +001, | Bombers de Dayton      | 72 | 37 | 26 | 2  | 7  | 213 | 191 | 83  |
| +002, | Storm de Toledo        | 72 | 39 | 30 | 1  | 2  | 211 | 220 | 81  |
| +003, | Cyclones de Cincinnati | 72 | 37 | 29 | 4  | 2  | 213 | 198 | 80  |
| +004, | Titans de Trenton      | 72 | 36 | 31 | 1  | 4  | 250 | 242 | 77  |
| +005, | Chiefs de Johnstown    | 72 | 33 | 33 | 3  | 3  | 216 | 232 | 72  |
| +006, | Royals de Reading      | 72 | 32 | 33 | 2  | 5  | 221 | 235 | 71  |
| +007, | Nailers de Wheeling    | 72 | 32 | 34 | 2  | 4  | 215 | 255 | 70  |

| Clt   | Équipe                          | PJ | V  | D  | DP | DF | BP  | BC  | Pts |
| ----- | ------------------------------- | -- | -- | -- | -- | -- | --- | --- | --- |
| +001, | Everblades de la Floride        | 72 | 44 | 22 | 4  | 2  | 272 | 212 | 94  |
| +002, | Wildcatters du Texas            | 72 | 41 | 22 | 5  | 4  | 265 | 222 | 91  |
| +003, | Gladiators de Gwinnett          | 72 | 41 | 24 | 5  | 2  | 289 | 256 | 89  |
| +004, | Checkers de Charlotte           | 72 | 42 | 27 | 1  | 2  | 252 | 220 | 87  |
| +005, | Lynx d'Augusta                  | 72 | 39 | 29 | 1  | 3  | 258 | 265 | 82  |
| +006, | Stingrays de la Caroline du Sud | 72 | 36 | 27 | 4  | 5  | 250 | 251 | 81  |
| +007, | Inferno de Columbia             | 72 | 29 | 34 | 4  | 5  | 217 | 256 | 67  |
| +008, | Ice Pilots de Pensacola         | 72 | 20 | 46 | 2  | 4  | 233 | 318 | 46  |

#### Association nationale
| Clt   | Équipe                   | PJ | V  | D  | DP | DF | BP  | BC  | Pts |
| ----- | ------------------------ | -- | -- | -- | -- | -- | --- | --- | --- |
| +001, | Aces de l'Alaska         | 72 | 49 | 16 | 3  | 4  | 270 | 176 | 105 |
| +002, | Steelheads de l'Idaho    | 72 | 42 | 24 | 2  | 4  | 240 | 208 | 90  |
| +003, | Salmon Kings de Victoria | 72 | 36 | 32 | 1  | 3  | 239 | 249 | 76  |
| +004, | RoadRunners de Phoenix   | 72 | 27 | 40 | 2  | 3  | 201 | 255 | 59  |
| +001, | Grizzlies de l'Utah      | 72 | 22 | 42 | 4  | 4  | 184 | 294 | 52  |

| Clt   | Équipe                 | PJ | V  | D  | DP | DF | BP  | BC  | Pts |
| ----- | ---------------------- | -- | -- | -- | -- | -- | --- | --- | --- |
| +001, | Wranglers de Las Vegas | 72 | 46 | 12 | 6  | 8  | 231 | 187 | 106 |
| +002, | Condors de Bakersfield | 72 | 41 | 19 | 3  | 9  | 270 | 236 | 94  |
| +003, | Thunder de Stockton    | 72 | 38 | 24 | 5  | 5  | 225 | 197 | 86  |
| +004, | Falcons de Fresno      | 72 | 34 | 29 | 5  | 4  | 195 | 197 | 77  |
| +005, | Ice Dogs de Long Beach | 72 | 27 | 42 | 0  | 3  | 209 | 267 | 57  |

- En gras : qualifié pour les huitièmes de finale des séries
- En italique : qualifié pour le premier tour des séries

### Meilleurs pointeurs
| Joueur        | Équipe           | PJ | B  | A  | Pts | Pun |
| ------------- | ---------------- | -- | -- | -- | --- | --- |
| Brad Schell   | Gwinnett         | 63 | 25 | 85 | 110 | 60  |
| Scott Mifsud  | Gwinnett         | 70 | 26 | 68 | 94  | 66  |
| Yannick Tifu  | Phoenix/Dayton   | 78 | 28 | 61 | 89  | 104 |
| Marty Flichel | Idaho Steelheads | 70 | 39 | 49 | 88  | 95  |
| Kevin Baker   | Texas            | 62 | 36 | 45 | 81  | 76  |
| Derek Nesbitt | Idaho            | 66 | 30 | 51 | 81  | 32  |
| Kimbi Daniels | Alaska           | 70 | 18 | 63 | 81  | 128 |
| Mark Lee      | Charlotte        | 59 | 26 | 54 | 80  | 64  |
| Scott Bertoli | Trenton          | 64 | 31 | 48 | 79  | 118 |
| Mike Bayrack  | Texas            | 66 | 33 | 45 | 78  | 71  |

### Meilleurs gardiens
| Gardien            | Équipe     | PJ | Min   | V  | D  | DP | DF | BC  | BL | %Arr   | Moy  |
| ------------------ | ---------- | -- | ----- | -- | -- | -- | -- | --- | -- | ------ | ---- |
| Mike McKenna       | Las Vegas  | 38 | 2 258 | 27 | 4  | 2  | 5  | 83  | 5  | 92,7 % | 2,21 |
| Derek Gustafson    | Alaska     | 43 | 2 536 | 29 | 11 | 2  | 1  | 100 | 5  | 91,8 % | 2,37 |
| Adam Berkhoel      | Dayton     | 43 | 2 584 | 23 | 17 | 0  | 3  | 105 | 5  | 91 %   | 2,44 |
| Ryan MacDonald     | Fresno     | 39 | 2 134 | 16 | 14 | 5  | 1  | 88  | 1  | 92,4 % | 2,47 |
| Cédrick Desjardins | Cincinnati | 44 | 2 648 | 24 | 19 | 1  | 0  | 112 | 4  | 91,7 % | 2,54 |

## Séries éliminatoires

### Premier tour
Un premier tour au meilleur des trois matchs est joué pour des équipes de l'association américaine.
- Les Titans de Trenton remportent leur série contre les Chiefs de Johnstown 2 parties à 0.
- Les Checkers de Charlotte remportent leur série contre les Lynx d'Augusta 2 parties à 0.

### Séries finales
|  | Huitièmes de finale      | Huitièmes de finale      | Huitièmes de finale      | Huitièmes de finale      |                        |                        | Quarts de finale | Quarts de finale | Quarts de finale | Quarts de finale |  |  | Demi-finales | Demi-finales | Demi-finales | Demi-finales |  |  | Finale de la Coupe Kelly | Finale de la Coupe Kelly | Finale de la Coupe Kelly | Finale de la Coupe Kelly |
|  |                          |                          |                          |                          |                        |                        |                  |                  |                  |                  |  |  |              |              |              |              |  |  |                          |                          |                          |                          |
|  |                          |                          |                          |                          |                        |                        |                  |                  |                  |                  |  |  |              |              |              |              |  |  |                          |                          |                          |                          |
|  | Bombers de Dayton        | Bombers de Dayton        | 3                        | 3                        |                        |                        |                  |                  |                  |                  |  |  |              |              |              |              |  |  |                          |                          |                          |                          |
|  | Bombers de Dayton        | Bombers de Dayton        | 3                        | 3                        |                        |                        |                  |                  |                  |                  |  |  |              |              |              |              |  |  |                          |                          |                          |                          |
|  | Titans de Trenton        | Titans de Trenton        | 0                        | 0                        |                        |                        |                  |                  |                  |                  |  |  |              |              |              |              |  |  |                          |                          |                          |                          |
|  | Titans de Trenton        | Titans de Trenton        | 0                        | 0                        | Bombers de Dayton      | Bombers de Dayton      | 4                | 4                |                  |                  |  |  |              |              |              |              |  |  |                          |                          |                          |                          |
|  |                          |                          |                          |                          | Bombers de Dayton      | Bombers de Dayton      | 4                | 4                |                  |                  |  |  |              |              |              |              |  |  |                          |                          |                          |                          |
|  |                          |                          | Cyclones de Cincinnati   | Cyclones de Cincinnati   | 3                      | 3                      |                  |                  |                  |                  |  |  |              |              |              |              |  |  |                          |                          |                          |                          |
|  | Storm de Toledo          | Storm de Toledo          | Cyclones de Cincinnati   | Cyclones de Cincinnati   | 3                      | 3                      | 0                | 0                |                  |                  |  |  |              |              |              |              |  |  |                          |                          |                          |                          |
|  | Storm de Toledo          | Storm de Toledo          |                          |                          |                        |                        |                  | 0                |                  |                  |  |  |              |              |              |              |  |  |                          |                          |                          |                          |
|  | Cyclones de Cincinnati   | Cyclones de Cincinnati   | 3                        | 3                        |                        |                        |                  |                  |                  |                  |  |  |              |              |              |              |  |  |                          |                          |                          |                          |
|  | Cyclones de Cincinnati   | Cyclones de Cincinnati   | 3                        | 3                        | Bombers de Dayton      | Bombers de Dayton      | 4                | 4                |                  |                  |  |  |              |              |              |              |  |  |                          |                          |                          |                          |
|  |                          |                          |                          |                          | Bombers de Dayton      | Bombers de Dayton      | 4                | 4                |                  |                  |  |  |              |              |              |              |  |  |                          |                          |                          |                          |
|  |                          |                          | Everblades de la Floride | Everblades de la Floride | 3                      | 3                      |                  |                  |                  |                  |  |  |              |              |              |              |  |  |                          |                          |                          |                          |
|  | Wildcatters du Texas     | Wildcatters du Texas     | Everblades de la Floride | Everblades de la Floride | 3                      | 3                      | 3                | 3                |                  |                  |  |  |              |              |              |              |  |  |                          |                          |                          |                          |
|  | Wildcatters du Texas     | Wildcatters du Texas     |                          |                          |                        |                        |                  | 3                |                  |                  |  |  |              |              |              |              |  |  |                          |                          |                          |                          |
|  | Gladiators de Gwinnett   | Gladiators de Gwinnett   | 1                        | 1                        |                        |                        |                  |                  |                  |                  |  |  |              |              |              |              |  |  |                          |                          |                          |                          |
|  | Gladiators de Gwinnett   | Gladiators de Gwinnett   | 1                        | 1                        | Wildcatters du Texas   | Wildcatters du Texas   | 2                | 2                |                  |                  |  |  |              |              |              |              |  |  |                          |                          |                          |                          |
|  |                          |                          |                          |                          | Wildcatters du Texas   | Wildcatters du Texas   | 2                | 2                |                  |                  |  |  |              |              |              |              |  |  |                          |                          |                          |                          |
|  |                          |                          | Everblades de la Floride | Everblades de la Floride | 4                      | 4                      |                  |                  |                  |                  |  |  |              |              |              |              |  |  |                          |                          |                          |                          |
|  | Everblades de la Floride | Everblades de la Floride | Everblades de la Floride | Everblades de la Floride | 4                      | 4                      | 3                | 3                |                  |                  |  |  |              |              |              |              |  |  |                          |                          |                          |                          |
|  | Everblades de la Floride | Everblades de la Floride |                          |                          |                        |                        |                  | 3                |                  |                  |  |  |              |              |              |              |  |  |                          |                          |                          |                          |
|  | Checkers de Charlotte    | Checkers de Charlotte    | 0                        | 0                        |                        |                        |                  |                  |                  |                  |  |  |              |              |              |              |  |  |                          |                          |                          |                          |
|  | Checkers de Charlotte    | Checkers de Charlotte    | 0                        | 0                        | Bombers de Dayton      | Bombers de Dayton      | 1                | 1                |                  |                  |  |  |              |              |              |              |  |  |                          |                          |                          |                          |
|  |                          |                          |                          |                          | Bombers de Dayton      | Bombers de Dayton      | 1                | 1                |                  |                  |  |  |              |              |              |              |  |  |                          |                          |                          |                          |
|  |                          |                          | Steelheads de l'Idaho    | Steelheads de l'Idaho    | 4                      | 4                      |                  |                  |                  |                  |  |  |              |              |              |              |  |  |                          |                          |                          |                          |
|  | Wranglers de Las Vegas   | Wranglers de Las Vegas   | Steelheads de l'Idaho    | Steelheads de l'Idaho    | 4                      | 4                      | 4                | 4                |                  |                  |  |  |              |              |              |              |  |  |                          |                          |                          |                          |
|  | Wranglers de Las Vegas   | Wranglers de Las Vegas   |                          |                          |                        |                        |                  | 4                |                  |                  |  |  |              |              |              |              |  |  |                          |                          |                          |                          |
|  | RoadRunners de Phoenix   | RoadRunners de Phoenix   | 0                        | 0                        |                        |                        |                  |                  |                  |                  |  |  |              |              |              |              |  |  |                          |                          |                          |                          |
|  | RoadRunners de Phoenix   | RoadRunners de Phoenix   | 0                        | 0                        | Wranglers de Las Vegas | Wranglers de Las Vegas | 2                | 2                |                  |                  |  |  |              |              |              |              |  |  |                          |                          |                          |                          |
|  |                          |                          |                          |                          | Wranglers de Las Vegas | Wranglers de Las Vegas | 2                | 2                |                  |                  |  |  |              |              |              |              |  |  |                          |                          |                          |                          |
|  |                          |                          | Steelheads de l'Idaho    | Steelheads de l'Idaho    | 4                      | 4                      |                  |                  |                  |                  |  |  |              |              |              |              |  |  |                          |                          |                          |                          |
|  | Steelheads de l'Idaho    | Steelheads de l'Idaho    | Steelheads de l'Idaho    | Steelheads de l'Idaho    | 4                      | 4                      | 4                | 4                |                  |                  |  |  |              |              |              |              |  |  |                          |                          |                          |                          |
|  | Steelheads de l'Idaho    | Steelheads de l'Idaho    |                          |                          |                        |                        |                  | 4                |                  |                  |  |  |              |              |              |              |  |  |                          |                          |                          |                          |
|  | Thunder de Stockton      | Thunder de Stockton      | 2                        | 2                        |                        |                        |                  |                  |                  |                  |  |  |              |              |              |              |  |  |                          |                          |                          |                          |
|  | Thunder de Stockton      | Thunder de Stockton      | 2                        | 2                        | Steelheads de l'Idaho  | Steelheads de l'Idaho  | 4                | 4                |                  |                  |  |  |              |              |              |              |  |  |                          |                          |                          |                          |
|  |                          |                          |                          |                          | Steelheads de l'Idaho  | Steelheads de l'Idaho  | 4                | 4                |                  |                  |  |  |              |              |              |              |  |  |                          |                          |                          |                          |
|  |                          |                          | Aces de l'Alaska         | Aces de l'Alaska         | 1                      | 1                      |                  |                  |                  |                  |  |  |              |              |              |              |  |  |                          |                          |                          |                          |
|  | Condors de Bakersfield   | Condors de Bakersfield   | Aces de l'Alaska         | Aces de l'Alaska         | 1                      | 1                      | 4                | 4                |                  |                  |  |  |              |              |              |              |  |  |                          |                          |                          |                          |
|  | Condors de Bakersfield   | Condors de Bakersfield   |                          |                          |                        |                        |                  | 4                |                  |                  |  |  |              |              |              |              |  |  |                          |                          |                          |                          |
|  | Falcons de Fresno        | Falcons de Fresno        | 2                        | 2                        |                        |                        |                  |                  |                  |                  |  |  |              |              |              |              |  |  |                          |                          |                          |                          |
|  | Falcons de Fresno        | Falcons de Fresno        | 2                        | 2                        | Condors de Bakersfield | Condors de Bakersfield | 0                | 0                |                  |                  |  |  |              |              |              |              |  |  |                          |                          |                          |                          |
|  |                          |                          |                          |                          | Condors de Bakersfield | Condors de Bakersfield | 0                | 0                |                  |                  |  |  |              |              |              |              |  |  |                          |                          |                          |                          |
|  |                          |                          | Aces de l'Alaska         | Aces de l'Alaska         | 4                      | 4                      |                  |                  |                  |                  |  |  |              |              |              |              |  |  |                          |                          |                          |                          |
|  | Aces de l'Alaska         | Aces de l'Alaska         | Aces de l'Alaska         | Aces de l'Alaska         | 4                      | 4                      | 4                | 4                |                  |                  |  |  |              |              |              |              |  |  |                          |                          |                          |                          |
|  | Aces de l'Alaska         | Aces de l'Alaska         |                          |                          |                        |                        |                  | 4                |                  |                  |  |  |              |              |              |              |  |  |                          |                          |                          |                          |
|  | Salmon Kings de Victoria | Salmon Kings de Victoria | 2                        | 2                        |                        |                        |                  |                  |                  |                  |  |  |              |              |              |              |  |  |                          |                          |                          |                          |
|  | Salmon Kings de Victoria | Salmon Kings de Victoria | 2                        | 2                        |                        |                        |                  |                  |                  |                  |  |  |              |              |              |              |  |  |                          |                          |                          |                          |
|  |                          |                          |                          |                          |                        |                        |                  |                  |                  |                  |  |  |              |              |              |              |  |  |                          |                          |                          |                          |

## Trophées
| Coupe Kelly :                           | Steelheads de l'Idaho                    |
| Coupe Henry Brabham :                   | Wranglers de Las Vegas                   |
| Trophée Gingher :                       | Bombers de Dayton                        |
| Trophée Bruce Taylor :                  | Steelheads de l'Idaho                    |
| Trophée John Brophy :                   | Davis Payne, Aces de l'Alaska            |
| CCM Tacks Meilleur joueur de la Ligue : | Brad Schell, Gladiators de Gwinnett      |
| Meilleur joueur de la Coupe Kelly :     | Steve Silverthorn, Steelheads de l'Idaho |
| Reebok Gardien de but de l'année :      | Adam Berkhoel, Bombers de Dayton         |
| CCM Tacks Recrue de l'année :           | Colton Fretter, Gladiators de Gwinnett   |
| Défenseur de l'année :                  | Jon Awe, Gladiators de Gwinnett          |
| Meilleur pointeur :                     | Brad Schell, Gladiators de Gwinnett      |
| Reebok Meilleur différentiel +/- :      | Matt Shasby, Aces de l'Alaska            |
| Meilleur esprit sportif :               | Derek Nesbitt, Steelheads de l'Idaho     |